# Theatrhythm Final Fantasy
Theatrhythm Final Fantasy es un juego creado por Square Enix para la consola Nintendo 3DS, en conmemoración de los 25 años de la saga de videojuegos Final Fantasy. Es un juego musical que utiliza algunas canciones de las diferentes bandas sonoras de todos los juegos de la saga aparecidos hasta ahora, sumando 70 canciones, con posibilidad de aumentarlas comprando otras en internet.

## Historia
El juego sigue los eventos de los dioses Chaos y Cosmos, en una historia parecida a la de Dissidia Final Fantasy de PlayStation Portable. El espacio entre ambos se llamado Rhythm, en el que aparece a un cristal que controla la música. Chaos corrompe al cristal, y la única manera de devolverlo a la normalidad es incrementando una onda musical conocida como "Rhythmia" (en Japón "Rhythpo"). Para ello varios personajes del universo Final Fantasy se reúnen para darle poder a Rhythmia.

## Modos de juego
Hay tres modos de juego: BMS, FMS y EMS.

## Lista de canciones

### Canciones principales
| Canción                            | Final Fantasy      | Estilo de juego |
| ---------------------------------- | ------------------ | --------------- |
| Battle                             | Final Fantasy      | BMS             |
| Main Theme                         | Final Fantasy      | FMS             |
| Opening Theme                      | Final Fantasy      | EMS             |
| Battle Theme 2                     | Final Fantasy II   | BMS             |
| Main Theme                         | Final Fantasy II   | FMS             |
| The Rebel Army                     | Final Fantasy II   | EMS             |
| Battle 2                           | Final Fantasy III  | BMS             |
| Eternal Wind                       | Final Fantasy III  | FMS             |
| Elia, the Maiden of Water          | Final Fantasy III  | EMS             |
| Battle with the Four Fiends        | Final Fantasy IV   | BMS             |
| Main Theme of Final Fantasy IV     | Final Fantasy IV   | FMS             |
| Theme of Love                      | Final Fantasy IV   | EMS             |
| Battle at the Big Bridge           | Final Fantasy V    | BMS             |
| Four Hearts                        | Final Fantasy V    | FMS             |
| Home, Sweet Home                   | Final Fantasy V    | EMS             |
| The Decisive Battle                | Final Fantasy VI   | BMS             |
| Terra's Theme                      | Final Fantasy VI   | FMS             |
| Celes's Theme                      | Final Fantasy VI   | EMS             |
| One-Winged Angel                   | Final Fantasy VII  | BMS             |
| Main Theme of Final Fantasy VII    | Final Fantasy VII  | FMS             |
| Aerith's Theme                     | Final Fantasy VII  | EMS             |
| The Man with the Machine Gun       | Final Fantasy VIII | BMS             |
| Blue Fields                        | Final Fantasy VIII | FMS             |
| Waltz for the Moon                 | Final Fantasy VIII | EMS             |
| Battle 1                           | Final Fantasy IX   | BMS             |
| Over the Hill                      | Final Fantasy IX   | FMS             |
| Behind the Door                    | Final Fantasy IX   | EMS             |
| Fight with Seymour                 | Final Fantasy X    | BMS             |
| Mi'ihen Highroad                   | Final Fantasy X    | FMS             |
| SUTEKI DA NE (Isn't It Wonderful?) | Final Fantasy X    | EMS             |
| Awakening                          | Final Fantasy XI   | BMS             |
| Ronfaure                           | Final Fantasy XI   | FMS             |
| FFXI Opening Theme                 | Final Fantasy XI   | EMS             |
| Clash of Swords                    | Final Fantasy XII  | BMS             |
| Giza Plains                        | Final Fantasy XII  | FMS             |
| Theme of the Empire                | Final Fantasy XII  | EMS             |
| Saber's Edge                       | Final Fantasy XIII | BMS             |
| The Sunleth Waterscape             | Final Fantasy XIII | FMS             |
| Defiers of Fate                    | Final Fantasy XIII | EMS             |

### Canciones desbloqueables
| Canción               | Final Fantasy      | Estilo de juego | Nivel  |
| --------------------- | ------------------ | --------------- | ------ |
| Searching for Friends | Final Fantasy VI   | FMS             | Encore |
| Dancing Mad           | Final Fantasy VI   | BMS             | Encore |
| Let the Battles Begin | Final Fantasy VII  | BMS             | Encore |
| Blinded by Light      | Final Fantasy XIII | BMS             | Encore |
| Mt. Gulg              | Final Fantasy      | FMS             | Chaos  |
| Within the Giant      | Final Fantasy IV   | FMS             | Chaos  |
| Mambo de Chocobo      | Final Fantasy V    | FMS             | Chaos  |
| Judgment Day          | Final Fantasy VII  | FMS             | Chaos  |
| Battle 1              | Final Fantasy IV   | BMS             | Chaos  |
| Battle to the Death   | Final Fantasy VI   | BMS             | Chaos  |
| JENOVA                | Final Fantasy VII  | BMS             | Chaos  |
| Something to Protect  | Final Fantasy IX   | BMS             | Chaos  |

### Contenido adicional
Se ofrecieron un total de 52 canciones descargables como parte del contenido adicional.
| Canción                                                | Final Fantasy                                 | Estilo de juego |
| ------------------------------------------------------ | --------------------------------------------- | --------------- |
| Matoya's Cave                                          | Final Fantasy                                 | FMS             |
| Sunken Shrine                                          | Final Fantasy                                 | FMS             |
| Battle Theme 1                                         | Final Fantasy II                              | BMS             |
| Dungeon                                                | Final Fantasy II                              | FMS             |
| Tower of the Magi                                      | Final Fantasy II                              | FMS             |
| Battle 1                                               | Final Fantasy III                             | BMS             |
| This is the Last Battle                                | Final Fantasy III                             | BMS             |
| Crystal Cave                                           | Final Fantasy III                             | FMS             |
| The Crystal Tower                                      | Final Fantasy III                             | FMS             |
| Battle                                                 | Final Fantasy IV                              | BMS             |
| The Final Battle                                       | Final Fantasy IV                              | BMS             |
| Battle 1                                               | Final Fantasy V                               | BMS             |
| The Decisive Battle                                    | Final Fantasy V                               | BMS             |
| The Final Battle                                       | Final Fantasy V                               | BMS             |
| In Search of Light                                     | Final Fantasy V                               | FMS             |
| Battle                                                 | Final Fantasy VI                              | BMS             |
| Fight On!                                              | Final Fantasy VII                             | BMS             |
| Cosmo Canyon                                           | Final Fantasy VII                             | FMS             |
| Force Your Way                                         | Final Fantasy VIII                            | BMS             |
| The Extreme                                            | Final Fantasy VIII                            | BMS             |
| Ride On                                                | Final Fantasy VIII                            | FMS             |
| The Castle                                             | Final Fantasy VIII                            | FMS             |
| Battle 2                                               | Final Fantasy IX                              | BMS             |
| The Darkness of Eternity                               | Final Fantasy IX                              | BMS             |
| The Final Battle                                       | Final Fantasy IX                              | BMS             |
| Dark City Treno                                        | Final Fantasy IX                              | FMS             |
| Otherworld                                             | Final Fantasy X                               | BMS             |
| Battle Theme                                           | Final Fantasy X                               | BMS             |
| Challenge                                              | Final Fantasy X                               | BMS             |
| A Contest of Aeons                                     | Final Fantasy X                               | BMS             |
| Final Battle                                           | Final Fantasy X                               | BMS             |
| Movement in Green                                      | Final Fantasy X                               | FMS             |
| A Fleeting Dream                                       | Final Fantasy X                               | FMS             |
| Battle Theme                                           | Final Fantasy XI                              | BMS             |
| Fighters of the Crystal                                | Final Fantasy XI                              | BMS             |
| Ragnarok                                               | Final Fantasy XI                              | BMS             |
| Gustaberg                                              | Final Fantasy XI                              | FMS             |
| Sarutabaruta                                           | Final Fantasy XI                              | FMS             |
| The Sanctuary of Zi'Tah                                | Final Fantasy XI                              | FMS             |
| Boss Battle                                            | Final Fantasy XII                             | BMS             |
| Esper Battle                                           | Final Fantasy XII                             | BMS             |
| Desperate Fight                                        | Final Fantasy XII                             | BMS             |
| The Battle for Freedom                                 | Final Fantasy XII                             | BMS             |
| The Royal City of Rabanastre / Town Ward Upper Stratum | Final Fantasy XII                             | FMS             |
| The Dalmasca Estersand                                 | Final Fantasy XII                             | FMS             |
| Fighting Fate                                          | Final Fantasy XIII                            | BMS             |
| Desperate Struggle                                     | Final Fantasy XIII                            | BMS             |
| March of the Dreadnoughts                              | Final Fantasy XIII                            | FMS             |
| The Archylte Steppe                                    | Final Fantasy XIII                            | FMS             |
| We Have Arrived                                        | Final Fantasy Series (Final Fantasy Type-0)   | BMS             |
| Etro's Champion                                        | Final Fantasy Series (Final Fantasy XIII-2)   | BMS             |
| Somnus                                                 | Final Fantasy Series (Final Fantasy XIII Vs.) | FMS             |

### Otras canciones
Además de las canciones jugables, hay canciones dentro del juego que no se pueden jugar de los modos convencionales (BMS, FMS, EMS). Estas canciones aparecen en el modo Series, donde se juegan todas las canciones de un mismo juego a modo de playlist. Todas las canciones dentro del juego (a excepción del contenido descargable) pueden reproducirse para escucharlas sin tener la necesidad de jugarlas.
| Canción                                              | Final Fantasy      |
| ---------------------------------------------------- | ------------------ |
| Prelude                                              | Final Fantasy      |
| End Theme                                            | Final Fantasy      |
| Prelude                                              | Final Fantasy II   |
| Finale                                               | Final Fantasy II   |
| Prelude                                              | Final Fantasy III  |
| The Everlasting World                                | Final Fantasy III  |
| Prelude                                              | Final Fantasy IV   |
| Epilogue                                             | Final Fantasy IV   |
| Main Theme of Final Fantasy V                        | Final Fantasy V    |
| Ending Theme                                         | Final Fantasy V    |
| Omen                                                 | Final Fantasy VI   |
| Balance is Restored                                  | Final Fantasy VI   |
| The Prelude                                          | Final Fantasy VII  |
| Ending Credits                                       | Final Fantasy VII  |
| Overture                                             | Final Fantasy VIII |
| Ending Theme                                         | Final Fantasy VIII |
| A Place to Call Home                                 | Final Fantasy IX   |
| Melodies of Life - Final Fantasy                     | Final Fantasy IX   |
| Zanarkand                                            | Final Fantasy X    |
| SUTEKI DA NE (Isn't it Wonderful?) Orchestra Version | Final Fantasy X    |
| Vana'diel March                                      | Final Fantasy XI   |
| Vana'diel March #2                                   | Final Fantasy XI   |
| FINAL FANTASY "FFXII Version"                        | Final Fantasy XII  |
| Ending Movie                                         | Final Fantasy XII  |
| FINAL FANTASY XIII - The Promise                     | Final Fantasy XIII |
| Ending Credits                                       | Final Fantasy XIII |